# Aldea Escolar
Aldea Escolar (también conocida como Los Rápidos) es un paraje argentino del departamento Futaleufú, en la provincia del Chubut, Argentina. Está situada sobre la RP 34 a 9 km de Trevelin y a 29 de Esquel, mientras que la separan 40 km de la frontera con Chile.

## Toponimia
El nombre de Los Rápidos se debe a los rápidos del río Futaleufú, que actualmente no son visibles al haber quedado sumergidos bajo las aguas de la represa hidroeléctrica homónima, situada a pocos kilómetros de la aldea. Dicha obra se efectuó en 1977 y dio lugar a una reubicación de pobladores dispersos en la zona en la actual aldea, donde ya existía una escuela primaria, habiendo sido inaugurada bajo el gobierno militar (1976-1983).

## Economía
Predomina la actividad económica forestal, contando con una estación agroexperimental del Instituto Nacional de Tecnología Agropecuaria (INTA), que brinda servicios de producción y venta de maderas y visitas guiadas a un centro experimental de producción agro-silvo-pastoril. Existe producción de ganado menor a pequeña escala, sobresaliendo vacunos y chivos en zona de chacras aledañas. 

## Geografía
Su paisaje está dominado por las montañas de la cadena Situación, con bosques nativos y cultivados y acceso pavimentado al río Grande o Futaleufú lo que es la traza de la ruta provincial 34, donde se practica la pesca con mosca. En su fauna sobresalen entre las aves las bandurrias, y entre los mamíferos el jabalí, que es objeto de persecución por cazadores furtivos para consumir su apreciada carne. La fauna lacustre y fluvial comprende especies ictícolas como la trucha y el salmón del Pacífico. Cuenta con puesto sanitario, Subcomisaria Aldea Escolar dependiente de Comisaria Jurisdiccional Distrito Trevelin del Área Unidad Regional Esquel(AURE), una capilla de la iglesia católica, además de la Iglesia Ebenezer junto a otros cultos y una moderna escuela preescolar, primaria y secundaria.

## Población
Contó con 359 habitantes (Indec, 2010), lo que representó un descenso del 4,3% frente a los 375 habitantes (Indec, 2001) del censo anterior.
El censo 2022 registró una población de 581 habitantes que se repartieron entre 277 hombres y 304 mujeres. Sin embargo, las cifras obtenidas fueron estimativas solo teniendo en cuenta a la población en viviendas particulares; es decir, excluyendo del dato a la población institucional y las personas sin hogar. Gracias a este censo también fue posible conocer su densidad y tamaño urbano.
| Gráfica de evolución demográfica de Aldea Escolar entre 1991 y 2022 |
|                                                                     |
| Fuente: Censos nacionales del INDEC                                 |